# Багнюк, Сергей Каленикович
Сергей Каленикович Багнюк (укр. Сергій Каленикович Багнюк; 29 марта 1979, Фаринки — 9 мая 2023, Орлянка) — украинский военнослужащий, солдат, участник российско-украинской войны. Герой Украины (2024, посмертно).

## Биография
Родился 29 марта 1979 года в селе Фаринки Камень-Каширского района Волынской области. Во время полномасштабного вторжения России в Украину служил пулемётчиком в пулемётном отделении пулемётного взвода 1-го стрелкового батальона 14-й отдельной механизированной бригады. Погиб 9 мая 2023 года в результате артиллерийского обстрела в районе населённого пункта Орлянка Харьковской области.
Похоронен в селе Пневно.

## Награды
- Звание «Герой Украины» с удостоением ордена «Золотая Звезда» (30 сентября 2024, посмертно) — за личное мужество и героизм, проявленные в защите государственного суверенитета и территориальной целостности Украины, верность военной присяге[1].
- Орден «За мужество» III степени (28 сентября 2023, посмертно) — за личное мужество и самоотверженные действия, проявленные в защите государственного суверенитета и территориальной целостности Украины, верность военной присяге[2].